# Svizzera all'Eurovision Song Contest 1984
La Selezione Svizzera per l'Eurofestival 1984 si svolse a Lugano il 4 febbraio 1984 presentata da Natascha Giller e Ezio Guidi.

## Canzoni in ordine di classifica
| Posizione | Canzone                           | Artista                     |
| 1.        | Welche farbe hat der sonnenschein | Rainy Day                   |
| 2.        | Per te                            | Krypton                     |
| 3.        | Wo die lieder sind Emporte-moi    | Manuela Felice Arlette Zola |
| 5.        | Liberi                            | Nando Morandi & Mauro Monti |
| 6.        | Musica                            | Andy L.                     |
| 7.        | Tokyo-boy                         | Carole Rich                 |
| 8.        | (Je veux) vivre d'amour           | Martin Richard Trio         |
| 9.        | Piccola sarà                      | Milo & Pina                 |